# Fighting Mad
Fighting Mad is een Amerikaanse actiefilm uit 1976 onder regie van Jonathan Demme. Demme baseerde het plot van de film op een nieuwsbericht over boze boeren die sabotage pleegden op een mijnbedrijf.

## Verhaal
Een boer uit Arkansas voert een eenmansoorlog tegen een corrupte vastgoedontwikkelaar.

## Rolverdeling
| Acteur        | Personage       |
| ------------- | --------------- |
| Peter Fonda   | Tom Hunter      |
| Lynn Lowry    | Lorene Maddox   |
| John Doucette | Jeff Hunter     |
| Philip Carey  | Pierce Crabtree |
| Harry Northup | Len Skerritt    |